# Kenmare
Kenmare (en irlandais : An Neidín) est une petite ville située dans le sud du comté de Kerry en Irlande. 

## Géographie
La ville est située à la pointe de la Baie de Kenmare (An Ribhéar) à l’endroit où le fleuve côtier Roughty (An Ruachtach) débouche dans la mer, entre la péninsule d'Iveragh et la péninsule de Beara.
À proximité se trouvent les villes et villages de Tuosist, Ardgroom, Glengarriff, Kilgarvan, Killarney, Templenoe et Sneem.
Kenmare se trouve sur l'anneau du Kerry, haut lieu de la randonnée dans le sud de l’Irlande.
Un tronçon du chemin de grande randonnée The Kerry Way mène de la cascade de Torc (près de Killarney) à Kenmare, à travers forêts, landes et montagnes, en empruntant plusieurs parties de l'ancienne route de Killarney à Kenmare (route abandonnée à l'époque de la Grande Famine).
La localité est une destination touristique très populaire. Elle a connu une grande phase d’expansion immobilière avec la construction de très nombreuses résidences de vacances. Cela a entraîné une augmentation significative de la population surtout en période de saison touristique.

## Toponymie
Le nom irlandais An Neidín peut être traduit par le petit nid. 
Le nom de Kenmare est la forme anglicisée de Ceann Mhara c’est-à-dire littéralement la tête de la mer, ce qui fait référence à l’avancée maximum de la mer à l’intérieur des terres,.

## Histoire
La région est habitée depuis très longtemps. On y trouve des traces d’occupation celtique, avec notamment un des plus grands cercles de pierre d'Irlande.
La ville compte un ancien pont dénommé Cromwell Bridge, dont le nom provient de la déformation du gaélique cromleach. Le pont passe à six mètres au dessus de la rivière, sans nécessité, au regard de la modestie de celle-ci.

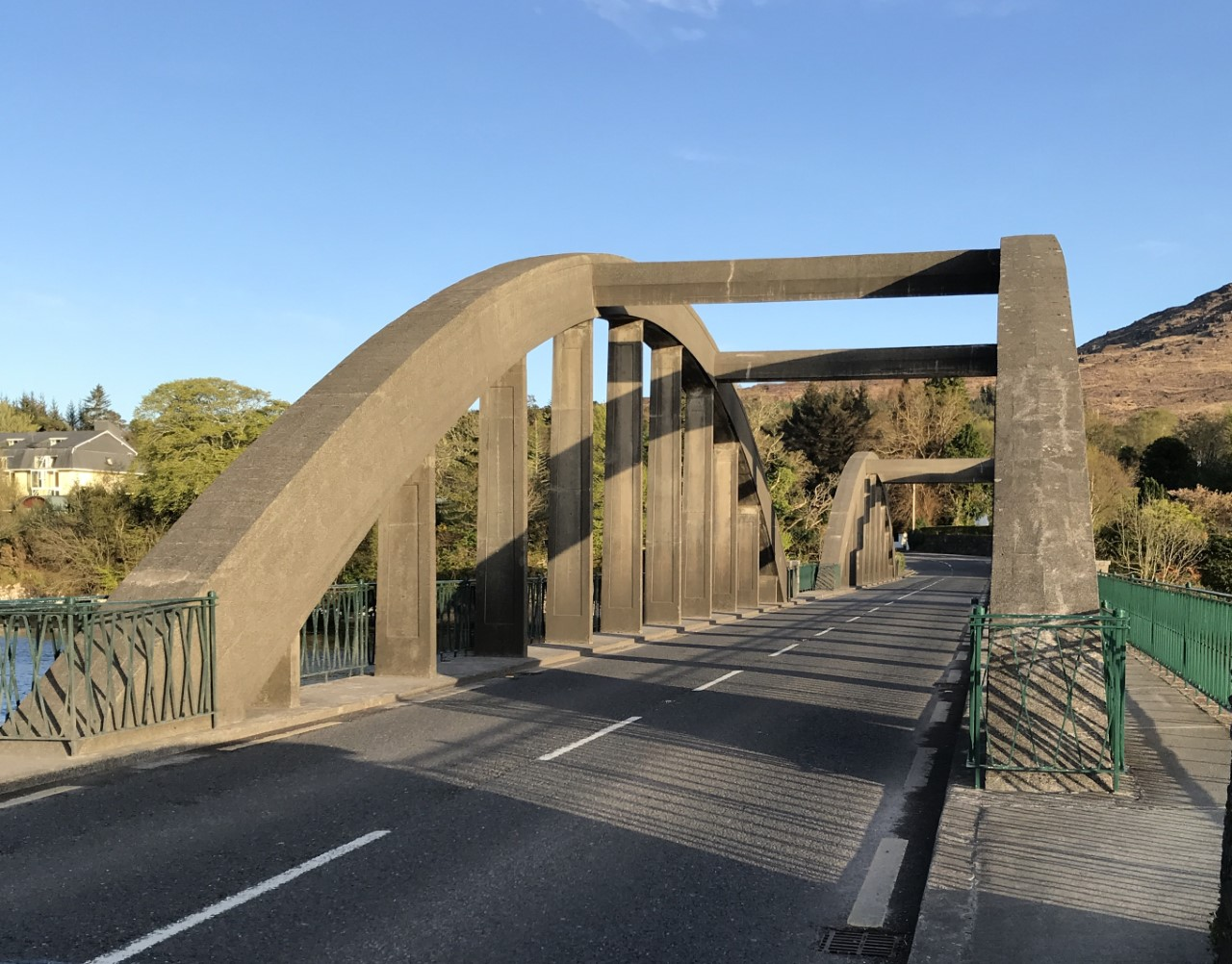
Le pont de Kenmare.

Kenmare fut concédée au cartographe anglais Sir William Petty par Oliver Cromwell en paiement de son travail de cartographie de l'île d'Irlande en 1656.
En 1969, la ville est visitée par Charles de Gaulle, ex-président, lors de son séjour de six semaines en Irlande.
La localité fait partie de la zone électorale de Kerry Sud, pour les élections législatives.

## Transports
La ville est desservie par une ligne quotidienne de bus en provenance de Killarney et par une ligne quotidienne vers Cork en été.
Kenmare est relié à Killarney par la N71 via Molls Gap et Ladies View deux hauts lieux du Parc national de Killarney. Cette route fait partie de l'anneau du Kerry.

## Galerie

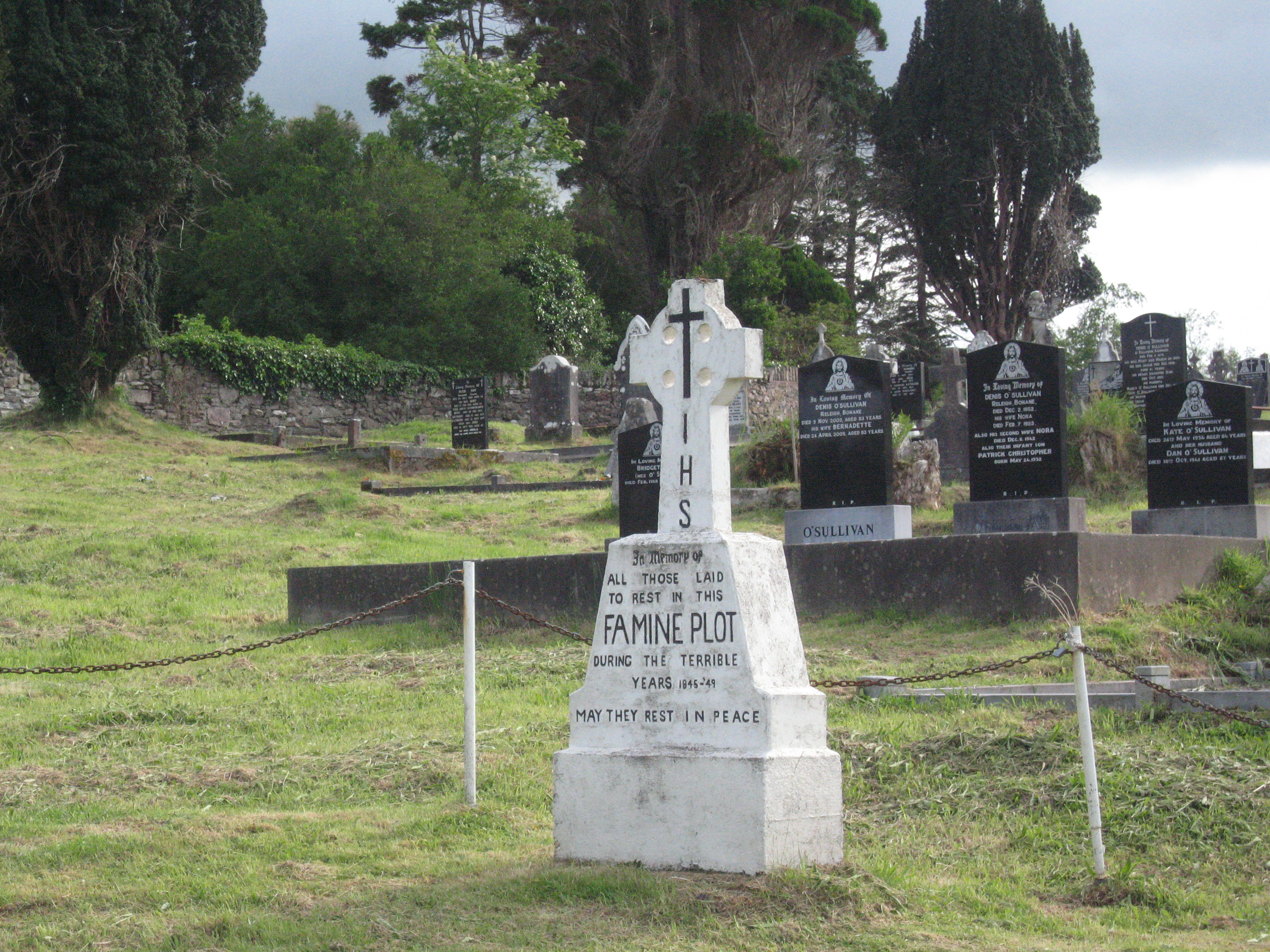
Monument aux victimes de la Grande famine.
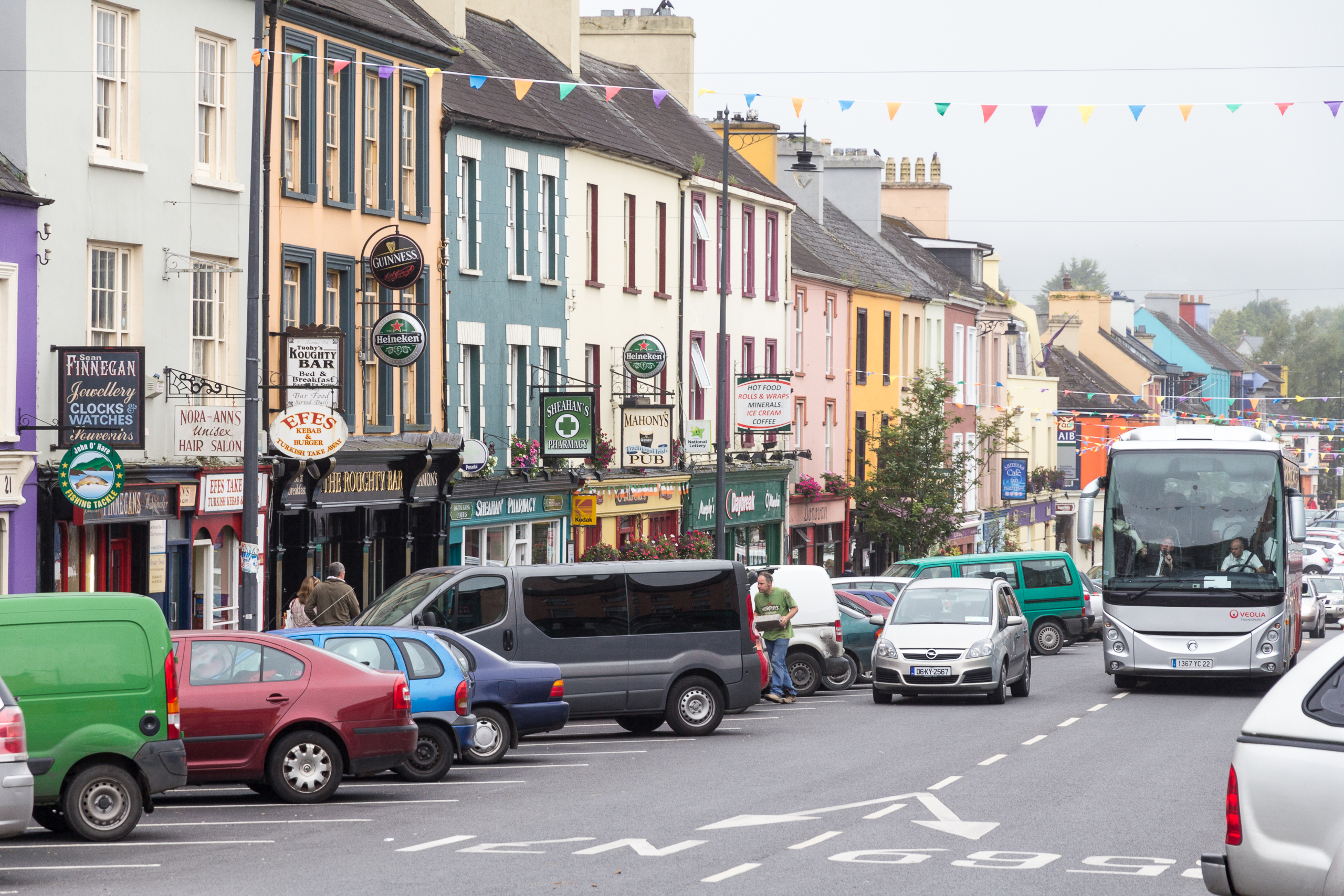
Main Street à Kenmare.